# Estación Reducción Contreras
Reducción Contreras fue una estación ubicada en la comuna chilena de Traiguén, en la Región de la Araucanía, que es parte del Ramal PUA-Traiguén.
- Datos: Q5844480